# Hardap-Damm
Der Hardap-Damm ist mit 294,593 Millionen Kubikmetern Fassungsvermögen die zweitgrößte Talsperre in Namibia. Er staut den Fischfluss. Die Talsperre befindet sich wenige Kilometer nordwestlich von Mariental.

## Beschreibung
Durch den Bau des 860 m langen und fast 40 m hohen Absperrbauwerkes wird der Fischfluss auf eine Länge von 30 Kilometer angestaut und bedeckt nunmehr als See eine Fläche von 28,7 km². Der Staudamm wurde 1962 fertiggestellt. Der Stauraum umfasst etwa 294,5 Millionen Kubikmeter Wasser und versorgt die umliegenden Farmen und Mariental mit Süßwasser. Das Einzugsgebiet hat eine Größe von etwa 13.000 km².
Die Stauanlage hat eine große Bedeutung für die Landwirtschaft. Durch sie wurde ein Bewässerungsgebiet geschaffen, in dem in größerem Umfange Obst- und Gemüseanbau möglich ist. Außerdem ist der Hardap-Damm das Zentrum des Hardap-Erholungsgebiets – eines Naherholungsgebiets und touristischen Anziehungspunkts.
Der Hardap-Stausee erreichte Anfang Februar 2020 mit einem Füllvolumen von lediglich sechs Prozent den niedrigsten Wasserstand in seiner Geschichte.

## Galerie

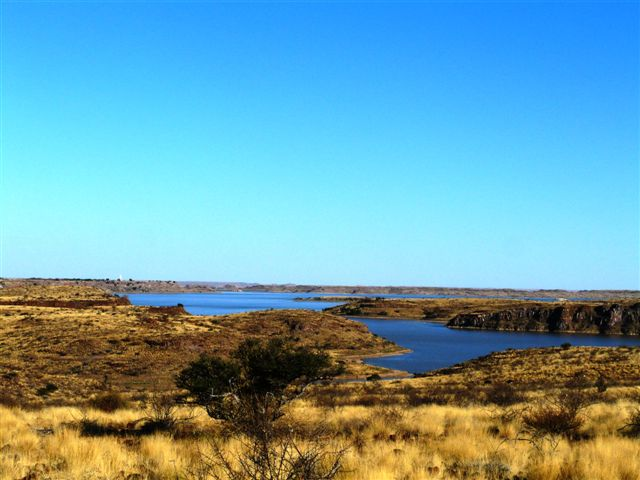
Blick auf den Hardapdamm
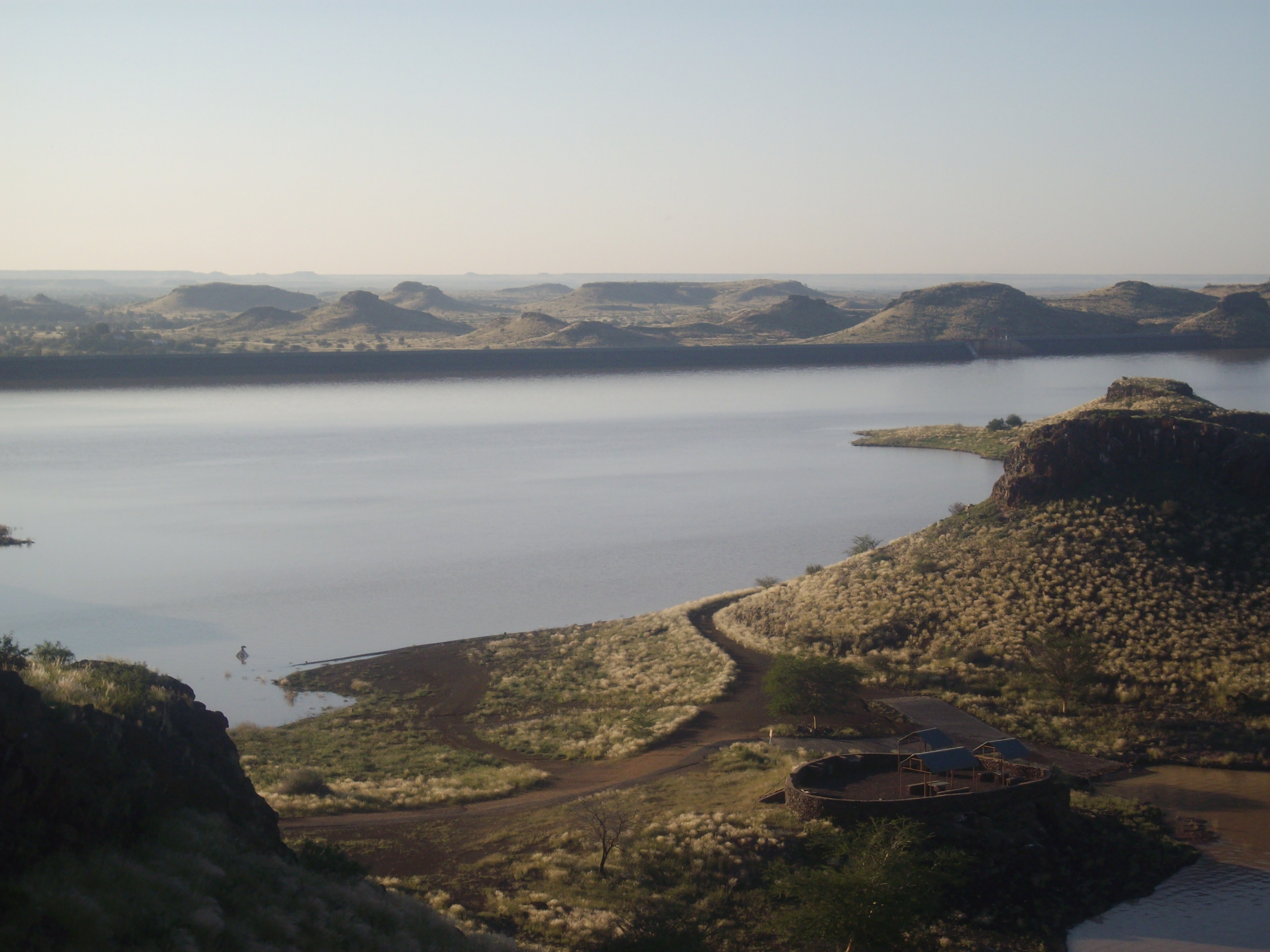
Blick auf den Staudamm aus Richtung Osten
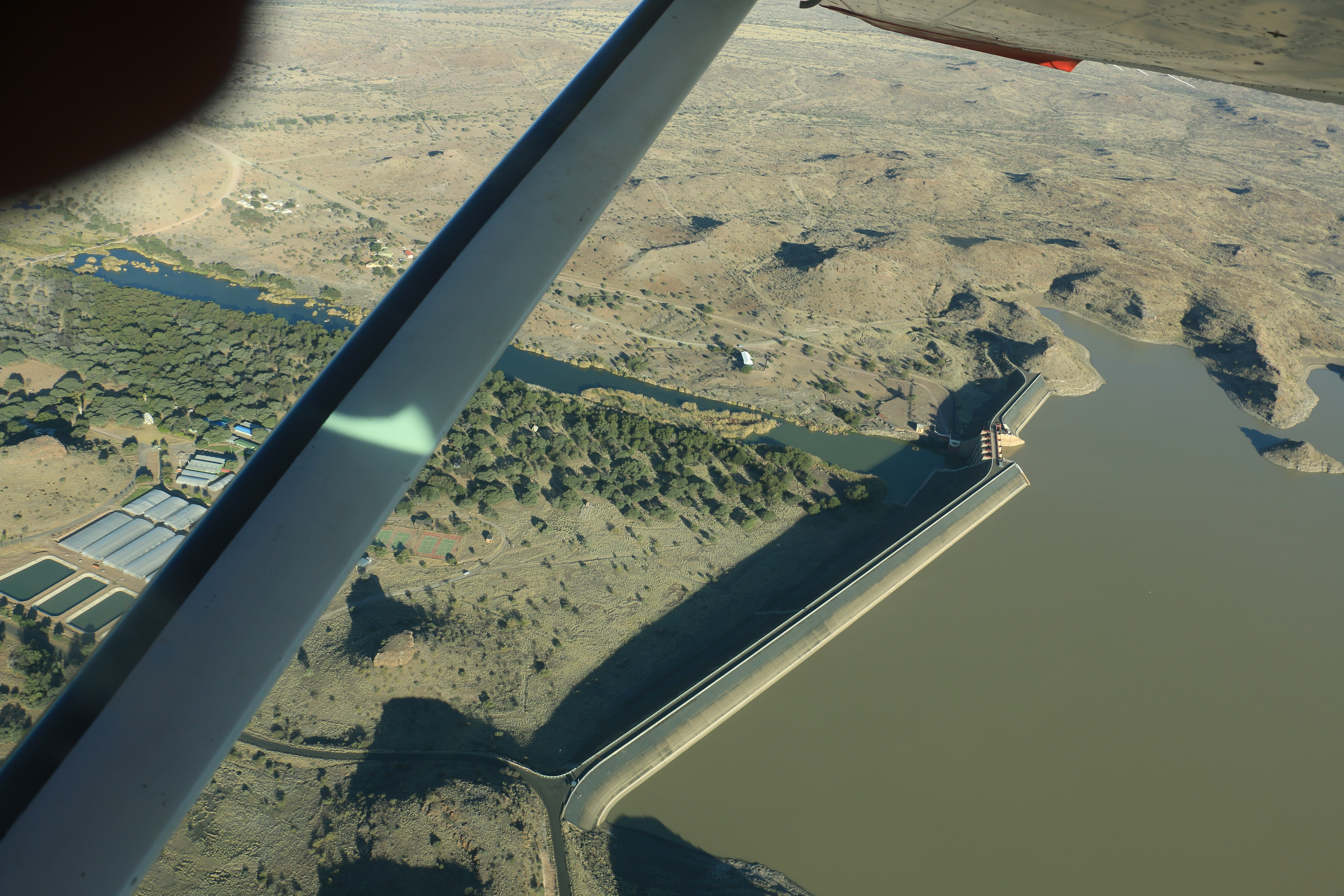
Vogelperspektive des Hardap Dammes
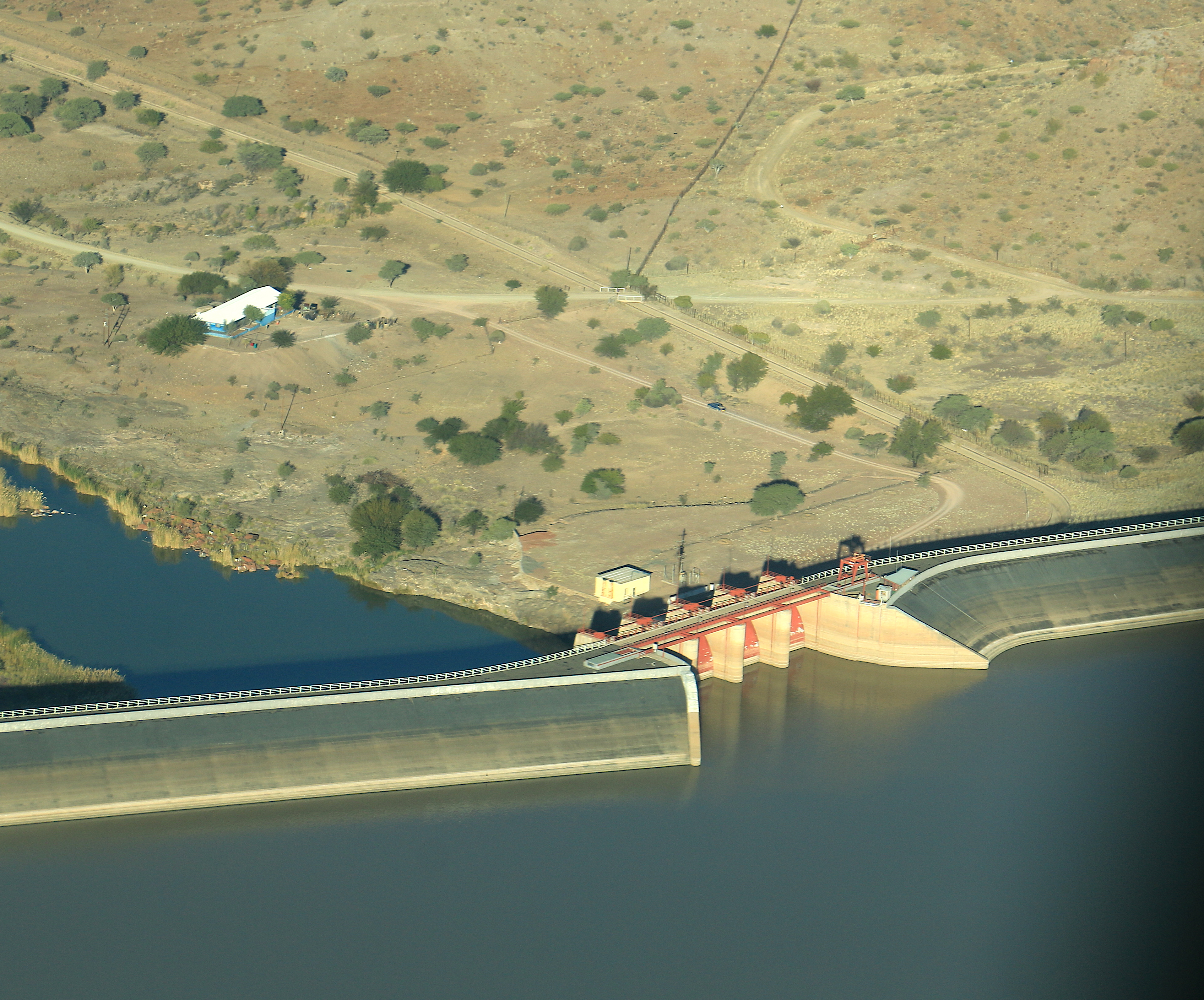
Hardap-Damm Schleuse